# Atlasjet-vlucht 4203
Atlasjet-vlucht 4203 was een passagiersvlucht op 30 november 2007 van luchthaven Istanbul Atatürk naar luchthaven Isparta.
De McDonnell Douglas MD-83 die Atlasjet had gehuurd van World Focus Airlines vertrok om 18:00 (CET) van de luchthaven Istanbul Atatürk met 49 passagiers en zeven bemanningsleden aan boord. Het vliegtuig crashte buiten Keçiborlu, 18 kilometer van Isparta om 01:36 lokale tijd. Alle inzittenden kwamen om.